# Classements des villes les plus agréables à vivre
Les classements des villes les plus agréables à vivre sont des listes de villes du monde, publiées chaque année par différents organismes et associations, classées selon la qualité de vie qu'elles offrent à leurs habitants.
Les classements les plus réputés sont ceux du magazine anglais Monocle (depuis 2006), de l'Economist Intelligence Unit appartenant au groupe The Economist, et celui de la société de conseil américaine Mercer.

## Critères
Les critères retenus dans l'enquête de Monocle sont la sécurité, la « connectivité » internationale, le climat, l'architecture, les transports publics, la tolérance des habitants, l'accès à la nature, l'aménagement urbain, le marché du travail, les politiques de développements et les soins médicaux.
Le classement de l'EIU traduit la disponibilité de biens et de services, la sécurité et les qualités d'infrastructure. Il ne prend pas en compte le coût de la vie. Il est critiqué en 2010 par le New York Times qui lui reproché de sur-représenter les villes anglophones (particulièrement l'Australie et le Canada).
Le classement Mercer compare les villes sur des critères de sécurité, d'éducation, d'hygiène, de soins de santé, de culture, d'environnement, de loisirs, de stabilité politique et économique et de transports publics, notamment. New York a un score de référence de 100 et les autres villes sont notées en comparaison.

## Classements passés

### 2022
| #  | Ville      | Pays      |
| -- | ---------- | --------- |
| 1  | Copenhague | Danemark  |
| 2  | Zürich     | Suisse    |
| 3  | Lisbonne   | Portugal  |
| 4  | Helsinki   | Finlande  |
| 5  | Stockholm  | Suède     |
| 6  | Tokyo      | Japon     |
| 7  | Vienne     | Autriche  |
| 8  | Sydney     | Australie |
| 9  | Vancouver  | Canada    |
| 10 | Taipei     | Taiwan    |

| #  | Ville      | Pays        |
| -- | ---------- | ----------- |
| 1  | Vienne     | Autriche    |
| 2  | Copenhague | Danemark    |
| 3  | Zurich     | Suisse      |
| 4  | Calgary    | Canada      |
| 5  | Vancouver  | Canada      |
| 6  | Genève     | Suisse      |
| 7  | Francfort  | Allemagne   |
| 8  | Toronto    | Canada      |
| 9  | Amsterdam  | Netherlands |
| 10 | Melbourne  | Australie   |
| -  | Osaka      | Japon       |

| #  | Ville      | Pays             |
| -- | ---------- | ---------------- |
| 1  | Vienne     | Autriche         |
| 2  | Zurich     | Suisse           |
| 3  | Vancouver  | Canada           |
| 4  | Munich     | Allemagne        |
| 5  | Auckland   | Nouvelle-Zélande |
| 6  | Düsseldorf | Allemagne        |
| 7  | Francfort  | Allemagne        |
| 8  | Copenhague | Danemark         |
| 9  | Genève     | Suisse           |
| 10 | Bâle       | Suisse           |

### 2018

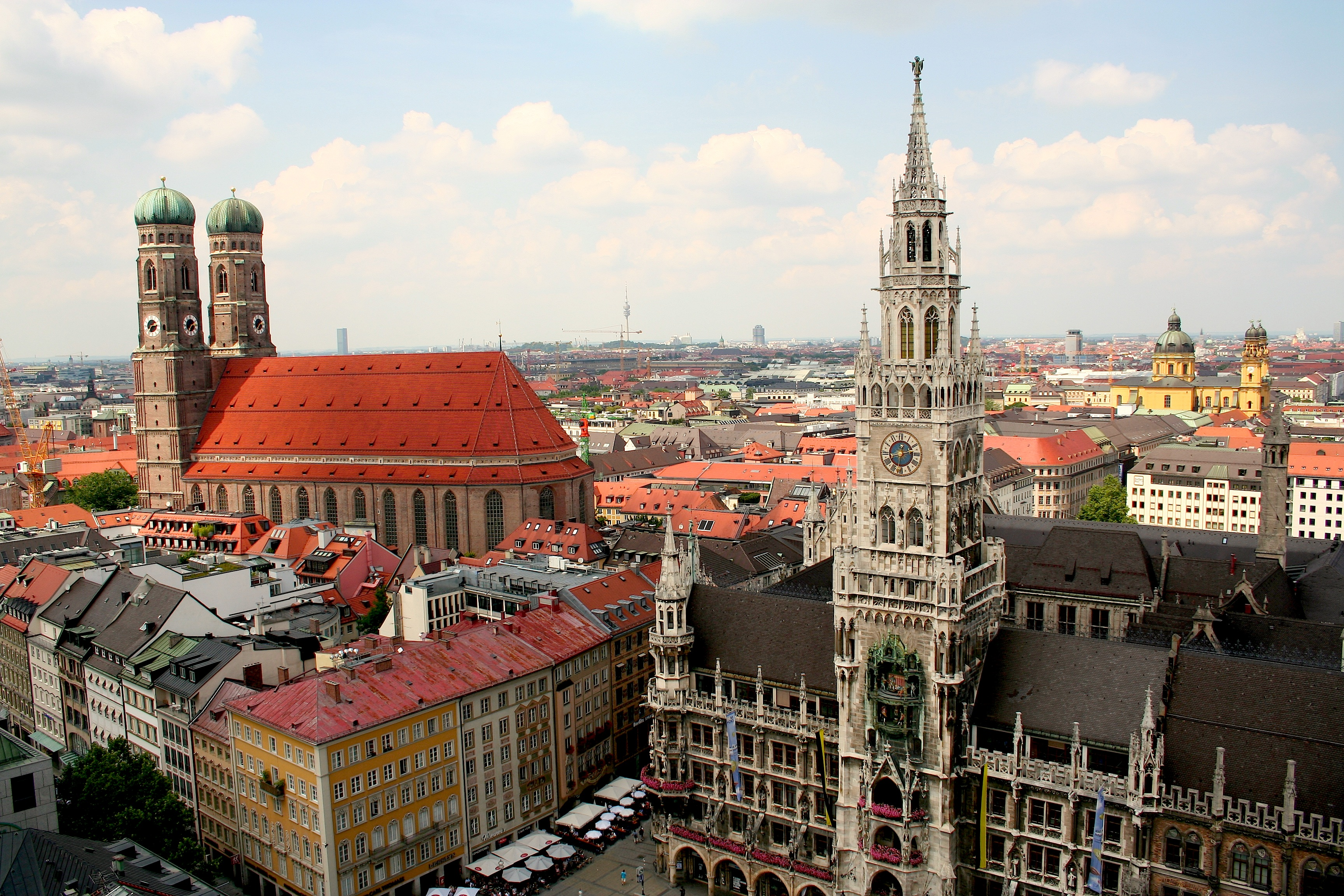
Munich, choix de Monocle en 2018.

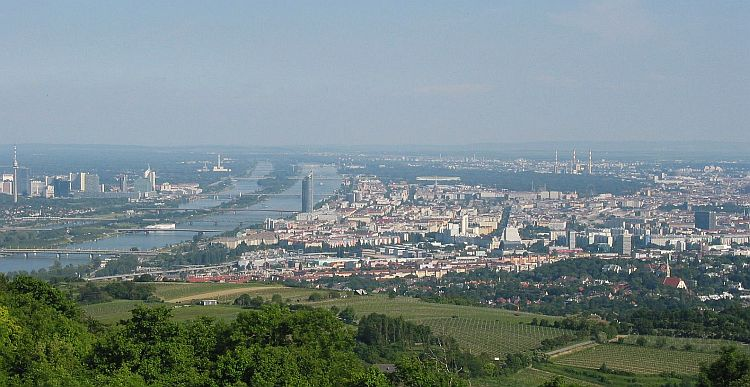
Vienne, préférée de Mercer et EIU en 2018.

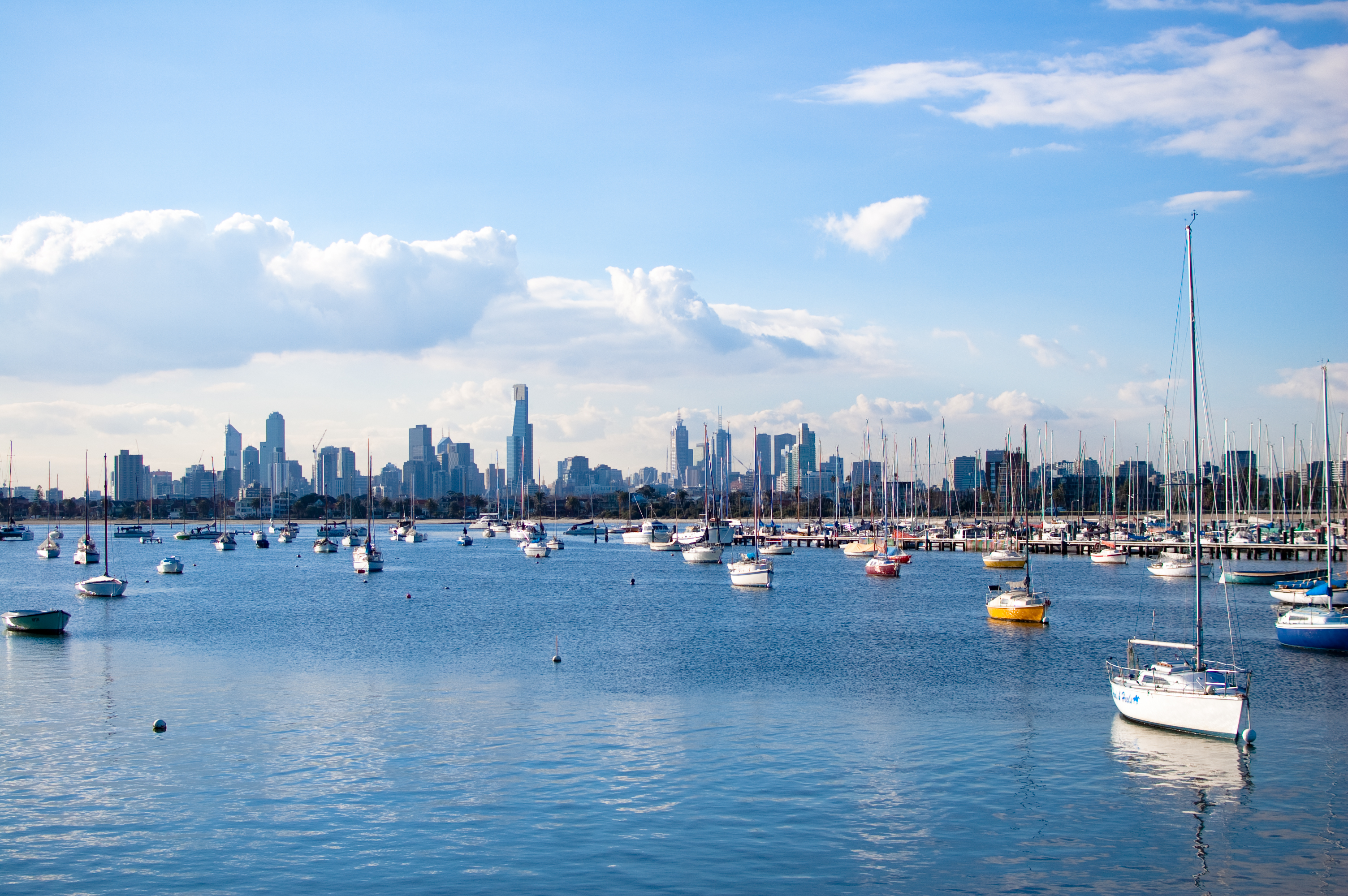
Melbourne, classé au 1er rang par l'EIU de 2011 à 2017.

| #  | Ville      | Pays      |
| -- | ---------- | --------- |
| 1  | Munich     | Allemagne |
| 2  | Tokyo      | Japon     |
| 3  | Vienne     | Autriche  |
| 4  | Zurich     | Suisse    |
| 5  | Copenhague | Danemark  |
| 6  | Berlin     | Allemagne |
| 7  | Madrid     | Espagne   |
| 8  | Hambourg   | Allemagne |
| 9  | Melbourne  | Australie |
| 10 | Helsinki   | Finlande  |

| #  | Ville      | Pays      | Note |
| -- | ---------- | --------- | ---- |
| 1  | Vienne     | Autriche  | 99.1 |
| 2  | Melbourne  | Australie | 98.4 |
| 3  | Osaka      | Japon     | 97.7 |
| 4  | Calgary    | Canada    | 97.5 |
| 5  | Sydney     | Australie | 97.4 |
| 6  | Vancouver  | Canada    | 97.3 |
| 7  | Tokyo      | Japon     | 97.2 |
| -  | Toronto    | Canada    | 97.2 |
| 9  | Copenhague | Danemark  | 96.8 |
| 10 | Adélaïde   | Australie | 96.6 |

| #  | Ville      | Pays             |
| -- | ---------- | ---------------- |
| 1  | Vienne     | Autriche         |
| 2  | Zurich     | Suisse           |
| 3  | Auckland   | Nouvelle-Zélande |
| -  | Munich     | Allemagne        |
| 5  | Vancouver  | Canada           |
| 6  | Düsseldorf | Allemagne        |
| 7  | Francfort  | Allemagne        |
| 8  | Genève     | Suisse           |
| 9  | Copenhague | Danemark         |
| 10 | Bâle       | Suisse           |
| -  | Sydney     | Australie        |

### 2017
| #  | Ville      | Pays      |
| -- | ---------- | --------- |
| 1  | Tokyo      | Japon     |
| 2  | Vienne     | Autriche  |
| 3  | Berlin     | Allemagne |
| -  | Munich     | Allemagne |
| 5  | Melbourne  | Australie |
| 6  | Copenhague | Danemark  |
| 7  | Sydney     | Australie |
| 8  | Zurich     | Suisse    |
| 9  | Hambourg   | Allemagne |
| 10 | Madrid     | Espagne   |

| #  | Ville     | Pays             | Note |
| -- | --------- | ---------------- | ---- |
| 1  | Melbourne | Australie        | 97.5 |
| 2  | Vienne    | Autriche         | 97.4 |
| 3  | Vancouver | Canada           | 97.3 |
| 4  | Toronto   | Canada           | 97.2 |
| 5  | Calgary   | Canada           | 96.6 |
| -  | Adélaïde  | Australie        | 96.6 |
| 7  | Perth     | Australie        | 95.9 |
| 8  | Auckland  | Nouvelle-Zélande | 95.7 |
| 9  | Helsinki  | Finlande         | 95.6 |
| 10 | Hambourg  | Allemagne        | 95   |

| #  | Ville      | Pays             |
| -- | ---------- | ---------------- |
| 1  | Vienne     | Autriche         |
| 2  | Zurich     | Suisse           |
| 3  | Auckland   | Nouvelle-Zélande |
| 4  | Munich     | Allemagne        |
| 5  | Vancouver  | Canada           |
| 6  | Düsseldorf | Allemagne        |
| 7  | Francfort  | Allemagne        |
| 8  | Genève     | Suisse           |
| 9  | Copenhague | Danemark         |
| 10 | Sydney     | Australie        |
| -  | Bâle       | Suisse           |

### 2016
| #  | Ville      | Pays      |
| -- | ---------- | --------- |
| 1  | Tokyo      | Japon     |
| 2  | Berlin     | Allemagne |
| 3  | Vienne     | Autriche  |
| 4  | Copenhague | Danemark  |
| 5  | Munich     | Allemagne |
| 6  | Melbourne  | Australie |
| 7  | Fukuoka    | Japon     |
| 8  | Sydney     | Australie |
| 9  | Kyoto      | Japon     |
| 10 | Stockholm  | Suède     |

| #  | Ville     | Pays             | Note |
| -- | --------- | ---------------- | ---- |
| 1  | Melbourne | Australie        | 97.5 |
| 2  | Vienne    | Autriche         | 97.4 |
| 3  | Vancouver | Canada           | 97.3 |
| 4  | Toronto   | Canada           |      |
| 5  | Adélaïde  | Australie        |      |
| -  | Calgary   | Canada           |      |
| 7  | Perth     | Australie        |      |
| 8  | Auckland  | Nouvelle-Zélande |      |
| 9  | Helsinki  | Finlande         |      |
| 10 | Hambourg  | Allemagne        |      |

| #  | Ville      | Pays             |
| -- | ---------- | ---------------- |
| 1  | Vienne     | Autriche         |
| 2  | Zurich     | Suisse           |
| 3  | Auckland   | Nouvelle-Zélande |
| 4  | Munich     | Allemagne        |
| 5  | Vancouver  | Canada           |
| 6  | Düsseldorf | Allemagne        |
| 7  | Francfort  | Allemagne        |
| 8  | Genève     | Suisse           |
| 9  | Copenhague | Danemark         |
| 10 | Sydney     | Australie        |

### Avant 2016
| Année | Monocle    | EIU       | Mercer |
| ----- | ---------- | --------- | ------ |
| 2015  | Tokyo      | Melbourne | Vienne |
| 2014  | Copenhague | Melbourne | Vienne |
| 2013  | Copenhague | Melbourne | Vienne |
| 2012  | Zurich     | Melbourne | Vienne |
| 2011  | Helsinki   | Melbourne | -      |
| 2010  | Munich     | Vancouver | Vienne |
| 2009  | -          | Vancouver | Vienne |